# Ajžurka sa Viktorijus
Ajžurka sa Viktorijus (engl. iParty with Victorious) Nikelodionov je krosover film iz 2011. između serija iCarly i Victorious. Iako je kros-over tih serija, film se računa samo kao iCarly produkcija. Na srpskom jeziku je emitovan u Srbiji, Crnoj Gori, Bosni i Hercegovini i BJR Makedoniji premijerno kao specijal za Dan zaljubljenih na Nickelodeonu, 14. februara 2015, a u engleskom originalu 11. juna 2011. Sinhronizaciju na srpski jezik je radio studio Gold Digi Net. Pesme nisu sinhronizovane, a uvodna špica je instrumental same pesme.

## Likovi i uloge
Glumačka postava u iCarly je ostala nepromenjena, ali većina glasova originalne glumačke postave u Victoriousu je promenjena.

### iCarly glumačka postava
- Miranda Kozgrov kao Karli Šej (glas Jovane Čurović) – Karli vodi svoj vlastiti veb-šou "iCarly" koji je velika internet senzacija. Pod maskom je poznata kao Peti Švab.
- Ženet MekKardi kao Sem Paket (glas Mihaele Stamenković) – Sem je Karlina najbolja drugarice i takođe voditelj iCarly. Pod maskom je poznata kao Regina Gudbadi.
- Nejtan Kres kao Fredi Benson (glas Milana Antonića) – Fredi je tehnički producent iCarly. Pod maskom je poznat kao Čes Masterson.
- Džeri Trejnor kao Spenser Šej (glas Milana Tubića) – Spenser je Karlin stariji brat i umetnik.
- Noa Mank kao Gibi Gibson (glas Nikole Bulatovića) – Gibi je jedan od članova iCarly. Pod maskom je poznat kao Rodžer Bradavica/Mladez.
- Meri Šer kao Marisa Benson (glas Jelene Stojiljković) – Marisa je Fredijeva mama.
- Dejvid Džejms kao Gospodin Hauard (nepoznato) – Nastavnik u Karlinoj školi.
- BooG!e kao Ti-Bo (nema govora) – Ti-Bo u kostimu pande.

### Victorious glumačka postava
- Viktorija Džastis kao Tori Vega (glas Marijane Živanović) – Talentovana učenica koja pohađa školu umetnosti "Holivud Arts" i Trinina mlađa sestra.
- Leon Tomas III kao Andre Heris (glas Milana Tubića) – Torin prijatelj i tekstopisac. On je domaćin velike žurke u kući Kenana Tompsona.
- Met Benet kao Robi Šapiro (glas Radeta Ćosić) – Učenik škole umetnosti i Torin prijatelj. Uvek je sa svojim najboljim prijateljem lutkom koja se zove Reks.
- Elizabet Gilis kao Džejd Vest (nepoznato) – Torina zla i nepristojna prijateljica/neprijateljica koja uvek stvara nevolje. Ona je Bekova devojka.
- Arijana Grande kao Ket Valentajn (nepoznato) – Torina prijateljica. U kros-overu ima problem sa govorom, pa zbog toga retko govori i u većini epizode koristi simulator glasa.
- Avan Džogija kao Bek Oliver (nepoznato) – Torin prijatelj i Džejdin dečko.
- Danijela Monet kao Trina Vega (glas Snežane Knežević) – Torina starija sestra.
- Erik Landž kao Sikovic (nepoznato) – Popularni nastavnik glume u školi umetnosti.

### Gostujući glumci
- Kenan Tompson kao on sam
- Kameron Din Stjuart kao Stiven Karson (glas Vladimira Nićiforovića)
- Džastin Kastor kao Mark
- Džen Lili kao Moni

## Spoljašnje veze
- Zvanični veb-sajt